# Grubach (Gemeinde Sankt Koloman)
Grubach ist ein Weiler in der Gemeinde Sankt Koloman im Bezirk Hallein, Land Salzburg. Einige Häuser mit der Adresse Grubach befinden sich um die Einzelsiedlung Krautegg.

## Geografie
Grubach gehört zur Ortschaft Oberlangenberg in der gleichnamigen Katastralgemeinde. Der Ort befindet sich im südlichsten Bereich des Gemeindegebiets knapp drei Kilometer südlich des Ortes Sankt Koloman und knapp fünf Kilometer östlich von Kuchl. Er liegt in einer Mulde oberhalb einer Engstelle der Talung des Kertererbachs, wo Grubbach und Bachlunzenbach in diesen einmünden. Das auf rund 780 m ü. A. liegende Grubach besteht aus sechs Gebäuden mit vier Postadressen. Weitere drei Häuser mit der Adresse Grubach – darunter die Alm Mahdhiasl – liegen bis zu zwei Kilometer östlich des Weilers um die (in der amtlichen Statistik separat ausgewiesene) Ortslage Krautegg. Dabei handelt es sich um zwei voneinander entfernte Gehöfte am Krauteggweg.
Die Ortsbezeichnung Grubach – eine Verbindung von Grube und -ach –  bringt zum Ausdruck, dass der Ort sich in einer geografischen „Grube“, also einer Muldenlage befindet. Der Name der Einzellage Krautegg deutet auf eine Randlage mit ehemals dort gezüchteten oder wild wachsenden Kräutern hin.

## Wirtschaft und Verkehr
Wirtschaftlich von Bedeutung ist der wenige hundert Meter östlich der Ansiedlung befindliche Steinbruch der Firma Moldan. In Grubach befindet sich zudem eine Gastwirtschaft.
Erreichbar sind Grubach und Krautegg über Gemeindestraßen, die von der L210 St. Kolomaner Landesstraße abzweigen. Grubach passieren auch Wanderwege.

## Nachweise
1. ↑  Ingo Reiffenstein: Historisch-Etymologisches Lexikon der Salzburger Ortsnamen (HELSON). Band 2 – Tennengau, Edition Tandem, Salzburg 2017 (= 33. Ergänzungsband der Mitteilungen der Gesellschaft für Salzburger Landeskunde), ISBN 978-3-902932-74-7, S. 28, gibt als Herkunft die mittelhochdeutsche Variante gruob als Etymologie an, es sind aber keine Angaben zu dieser Ortslage aus alten Quellen gegeben, sodass von dieser Seite unklar bleibt, ab wann dieser Platz besiedelt ist. Derartige Ortsbezeichnungen mit Grub- finden sich vermehrt. Vgl. etwa auch Ingo Reiffenstein und Thomas Lindner: Historisch-Etymologisches Lexikon der Salzburger Ortsnamen (HELSON). Band 1 – Stadt Salzburg und Flachgau, Edition Tandem, Salzburg 2015 (= 32. Ergänzungsband der Mitteilungen der Gesellschaft für Salzburger Landeskunde), ISBN 978-3-902932-30-3.
2. ↑  Der Namensbestandteil -eck/-egg bezieht sich – sofern es sich nicht um einen Berggipfel handelt – auf eine spezifische Geländeformation bzw. randständige Flurlage wie etwa Landstücke am Rande von Abhängen u. dgl. (vgl. die Ausgaben des Histzorisch-etymologischen Lexikons der Salzburger Ortsnamen, Band 1–3) oder auf die Lage an einem Ausläufer eines Bergs (vgl. Franz Hörburger: Salzburger Ortsnamenbuch, bearbeitet von Ingo Reiffenstein und Leopold Ziller, hrsg. von der Gesellschaft für Salzburger Landeskunde, Salzburg 1982, S. 127). Der Wortteil Kraut- ist als Ortsbezeichnung als Singular von Kräuter plausibel. (Vgl. etwa das Salzburger Krautwächterhaus. In den namenkundlichen Wörterbüchern zu Salzburger Ortsnamen ist die Ortslage Krautegg nicht verzeichnet.)